# Agha Mirak

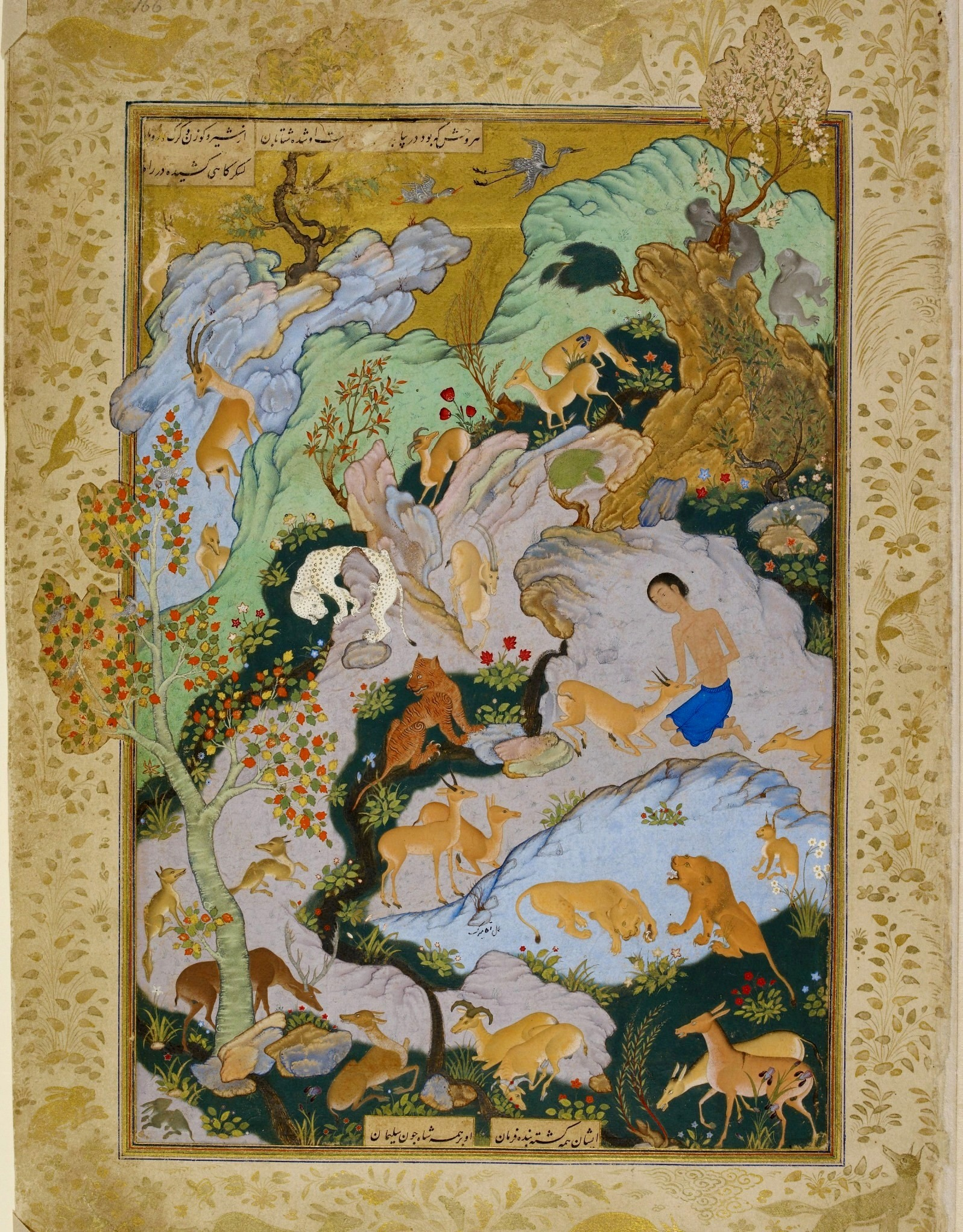
Madżnun ze zwierzętami na pustyni (atrybucja), miniatura z kopii Chamsy Nezamiego sporządzonej dla szacha Tahmaspa w latach 1539–1543. Biblioteka Brytyjska

Agha Mirak, pers. آقا میرک, zm. przed 1576 – irański malarz związany z dworem szacha Tahmaspa (1522–1576).

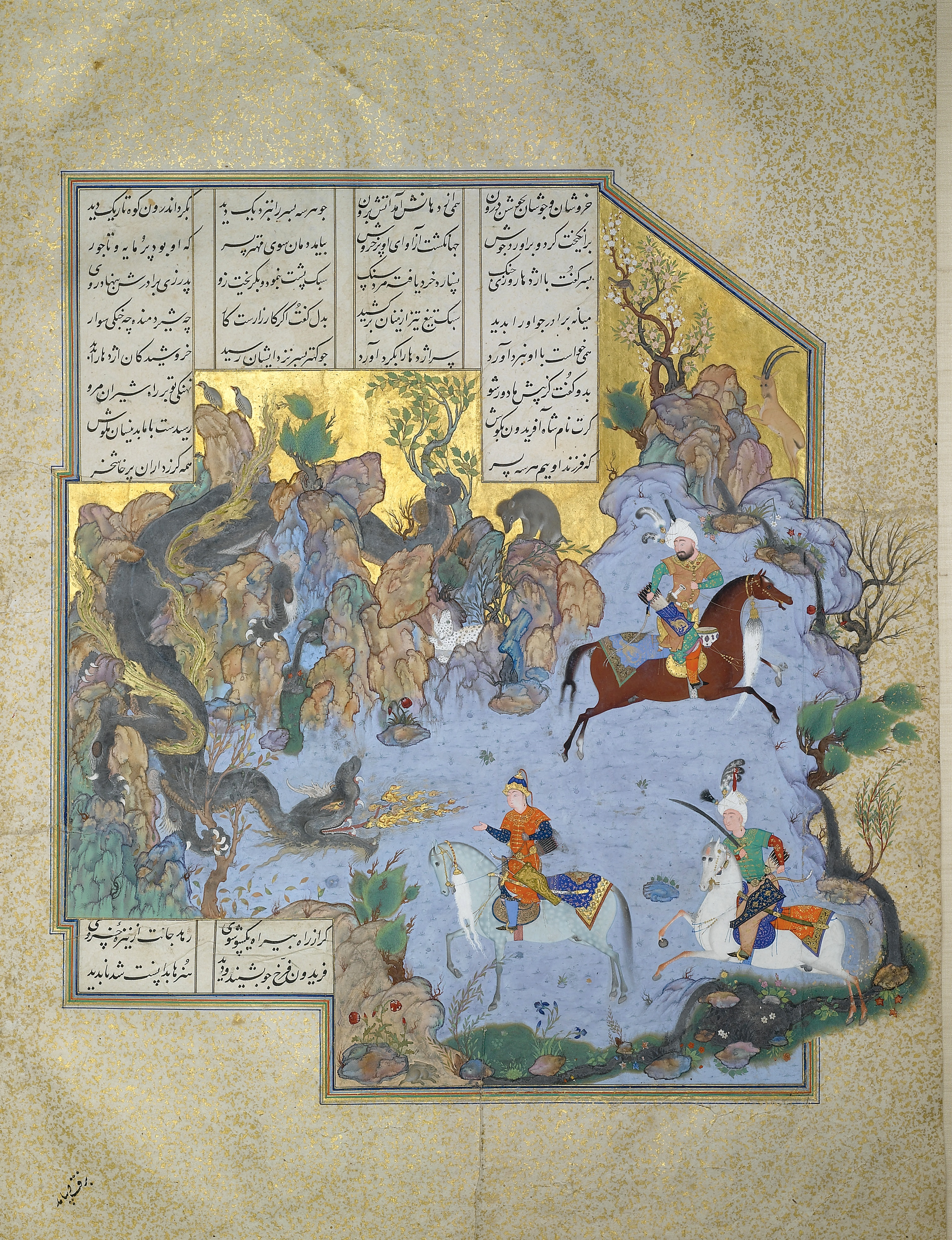
Feridun w postaci smoka wystawia na próbę swoich synów (atrybucja), miniatura z Szahname szacha Tahmaspa wykonanej w latach ok. 1525 do ok. 1535. Muzeum Agi Chana

Niewiele wiadomo o jego pochodzeniu, poza faktem, że był sajjidem z Isfahanu, uczniem Behzada i zaufanym towarzyszem szacha. Miał również pisać poezje. Pisząc w 1544 Dust Mohammad wymienia go jako wykonawcę, wspólnie z Mir Mosawwerem, malarstwa na ścianach pałacu Bahrama Mirzy w Tebrizie, oraz jednego z malarzy królewskich rękopisów Szahname (tzw. Szahname szacha Tahmaspa) oraz Chamsy Nezamiego (Biblioteka Brytyjska, Or. 2265). Sam Mirza w 1550 odnosi się do niego jako do przełożonego (moghtada) artystów Tahmaspa i chwali jego umiejętności w zakresie malarstwa i rysunku. Jest również wspomniany jako jeden z malarzy szacha w roku 1556/1557, musiał zatem pozostawać w otoczeniu Tahmaspa aż do momentu, kiedy ten w tym roku ostatecznie odprawił wszystkich służących mu artystów.

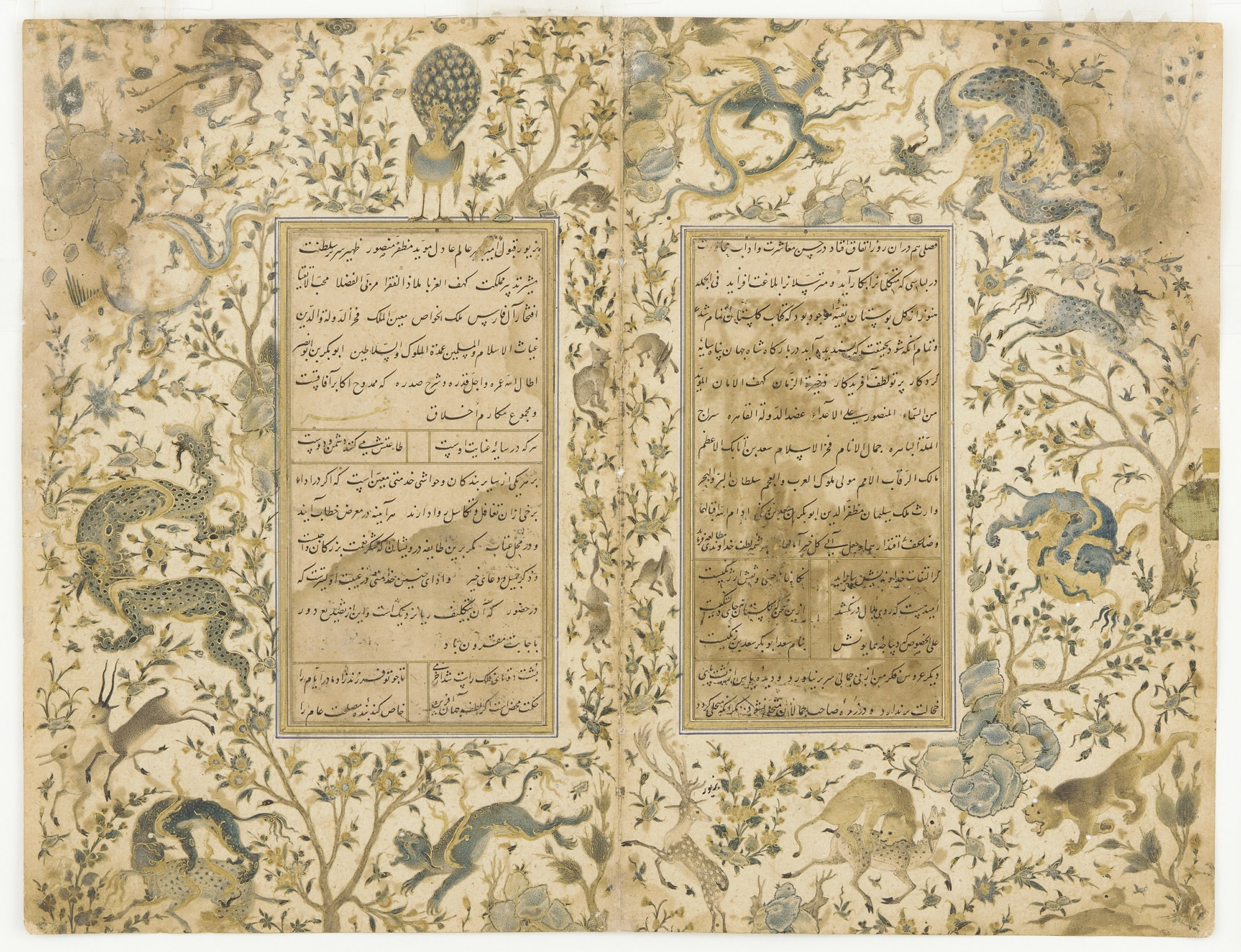
Podwójna strona z rękopisu Gulistanu Sadiego przepisanego przez Soltana Alego, w XVI wieku opatrzonego iluminacją na marginesach w stylu dżanwar-saze przypisywaną Agha Mirakowi. Freer and Sackler Galleries

Jego dalsze losy po tym jak Tahmasp przestał patronować sztuce są niejasne. Martin Bernard Dickson i Stuart Cary Welch przypisują mu dwie miniatury z rękopisu Haft Ourang Dżamiego wykonanego w latach 1556–1565 dla Ebrahima Mirzy, co oznaczałoby, że znalazł sobie nowego mecenasa. Sadeghi Beg (zm. 1609/1610) wymienia go jako mistrza dżanwar-saze, malarstwa przedstawiającego cztery istoty pochodzące z Dalekiego Wschodu: smoka, simorgha, lwa i bydlęcia (gaw-gandż) (zobacz ilustracja podwójnej strony z rękopisu Gulistanu Sadiego). Postaci tych zwierząt pojawiały się zwłaszcza w ornamentyce opraw, wzorów na tekstyliach i malarstwie naściennym. Być może zatem w ostatnich latach swojego życia Agha Mirak poświęcił się całkowicie temu właśnie rodzajowi sztuki, miał on bowiem szersze zastosowanie. Według Kadi Ahmeda (zm. ok. 1606) służąc na dworze szacha Agha Mirak osiągnął stanowisko dostawcy (garak-jaragh), jest zatem również możliwe, że całkowicie porzucił malarstwo, zadowalając się karierą dworskiego urzędnika.
Pomimo pochwał, jakimi obdarzają go współczesne mu źródła, brakuje wiarygodnych świadectw pozwalających na zrekonstruowanie osobistego stylu lub artystycznego wkładu Aghi Miraka. Współczesne próby rekonstrukcji jego stylu opierają się na czterech miniaturach z wykonanego w latach 1539–1543 rękopisu Chamsy Nezamiego, opatrzonych adnotacjami przypisującymi ich autorstwo Agha Mirakowi (zobacz ilustracja Madżnun ze zwierzętami na pustyni). Na tej podstawie Dickson i Welch przypisali mu inne obrazy z Szahname szacha Tahmaspa (zobacz ilustracja Feridun w postaci smoka wystawia na próbę swoich synów) oraz wyróżnili cztery etapy jego twórczości. Według nich w przypadającym na lata 20. XVI wieku okresie młodzieńczym miał tworzyć dzieła charakteryzujące się pełnymi napięcia krajobrazami zamieszkiwanymi przez relatywnie duże postaci. Po okresie przejściowym na początku lat 30. zaczęły powstawać dojrzałe dzieła, tworzone od późnych lat 30. aż do ok. 1555, w których kompozycje są bardziej złożone a kolorystyka bardziej subtelna. W ujęciu Dicksona i Welcha w dwóch miniaturach z Haft Ourang można zaobserwować powrót do bardziej młodzieńczego stylu. Abolala Soudavar użył tych atrybucji by przypisać Agha Mirakowi szereg kolejnych obrazów. Wszystkie te atrybucje, jak również związana z nimi rekonstrukcja stylu i drogi twórczej Aghi Miraka, pozostają kontrowersyjne.